# La Colline oubliée (film)
 (mars 2024).
Si vous disposez d'ouvrages ou d'articles de référence ou si vous connaissez des sites web de qualité traitant du thème abordé ici, merci de compléter l'article en donnant les références utiles à sa vérifiabilité et en les liant à la section « Notes et références ».
 (juillet 2021).
La mise en forme du texte ne suit pas les recommandations de Wikipédia : il faut le « wikifier ».
Les points d'amélioration suivants sont les cas les plus fréquents. Le détail des points à revoir est peut-être précisé sur la page de discussion.
- Les titres sont pré-formatés par le logiciel. Ils ne sont ni en capitales, ni en gras.
- Le texte ne doit pas être écrit en capitales (les noms de famille non plus), ni en gras, ni en italique, ni en « petit »…
- Le gras n'est utilisé que pour surligner le titre de l'article dans l'introduction, une seule fois.
- L'italique est rarement utilisé : mots en langue étrangère, titres d'œuvres, noms de bateaux, etc.
- Les citations ne sont pas en italique mais en corps de texte normal. Elles sont entourées par des guillemets français : « et ».
- Les listes à puces sont à éviter, des paragraphes rédigés étant largement préférés. Les tableaux sont à réserver à la présentation de données structurées (résultats, etc.).
- Les appels de note de bas de page (petits chiffres en exposant, introduits par l'outil «  Source ») sont à placer entre la fin de phrase et le point final[comme ça].
- Les liens internes (vers d'autres articles de Wikipédia) sont à choisir avec parcimonie. Créez des liens vers des articles approfondissant le sujet. Les termes génériques sans rapport avec le sujet sont à éviter, ainsi que les répétitions de liens vers un même terme.
- Les liens externes sont à placer uniquement dans une section « Liens externes », à la fin de l'article. Ces liens sont à choisir avec parcimonie suivant les règles définies. Si un lien sert de source à l'article, son insertion dans le texte est à faire par les notes de bas de page.
- La présentation des références doit suivre les conventions bibliographiques. Il est recommandé d'utiliser les modèles {{Ouvrage}}, {{Chapitre}}, {{Article}}, {{Lien web}} et/ou {{Bibliographie}}. Le mode d'édition visuel peut mettre en forme automatiquement les références.
- Insérer une infobox (cadre d'informations à droite) n'est pas obligatoire pour parachever la mise en page.

Pour une aide détaillée, merci de consulter Aide:Wikification.
Si vous pensez que ces points ont été résolus, vous pouvez retirer ce bandeau et améliorer la mise en forme d'un autre article.
Pour l’article homonyme, voir La Colline oubliée.
Pour plus de détails, voir Fiche technique et Distribution.
La Colline oubliée est un film algérien — le premier en langue berbère — réalisé au début des années 1990 par Abderrahmane Bouguermouh, adapté du roman éponyme de Mouloud Mammeri, et sorti en France le 19 février 1997.

## Synopsis

### 1939: Au début de la guerre
L'histoire commence vers 1943 , Menach, jeune kabyle ayant étudié en France à Bordeaux rencontre un vieil ami, Maamou, Menach lui annonce la mort de leur ami et cousin de Menach : Mokrane, le carnet de ce dernier est montré par Menach. Le narrateur commence alors à lire l'histoire; Tasga (commune de  Ait Yenni), printemps 1939, Mokrane nous raconte que les jeunes quittent le pays très tôt, et que son père lui avait dit de quitter le village car il voulait aller à l'école. Mokrane revient de Bordeaux, voulant devenir avocat, il apprend la mobilisation générale, alors il rentre en Kabylie pour voir sa famille avant de partir au front de la Guerre de 40 ou Lgirra n Lalleman (la guerre d'Allemagne en français) comme le disent les Kabyles, dans ce hameau oublié de Dieu et des hommes comme disait Menach. 
Akli, homme qui a réussi à s'enrichir grâce au marché noir et qui se croyait important, invite les amis Mokrane, Menach, Meddour, Ouali et Mouh, Kou (femme) et Aazi Ait Menguellat (femme) et tous les autres hommes du village à son mariage avec Davda pour manger du couscous en parlant de la misère de ces collines oubliées et de la jeunesse qui veut se divertir. Tout d'un coup, comme les femmes dansaient à la maison, il décidaient d'y aller malgré le risque de bannissement par les anciens du village notamment Meddour, le nouvel Instit', Menach dit alors : "A quoi ça sert de bannir des jeunes qui vont aller à la guerre". Menach et Mokrane regardent alors Aazi (divorcée de Ouamer quelques années plus tôt), bien aimée de Mokrane danser et Menach regarde Davda être mariée contre son gré. 
Un mois plus tard, Akli offre à boire du café aux habitants, les femmes chuchotent en cachète que l'argent de ce café est celui des gens. Une lettre vient d'arriver ordonnant la préparation à une possible mobilisation, une femme maudit alors Hitler alors qu'elles apprennent que les avions allemands vont arrivées jusqu'à Michelet où on construit des bureaux sous terre, et le jeunes vont bientôt partir à la guerre. Alors que Melha, mère de Mokrane, raconte l'histoire du soir (la petite fille et le grain magique), Idir rentre du Rif, devant faire la Guerre d'Espagne, mais il l'a rata car en étant à Tanger pour aller aux brigades internationales, et comme le kabyle et le rifain sont presque les mêmes langues, un rifain l'accompagne et ne le lâcha point jusqu'à la victoire des troupes franquistes, car en y allant, le rifain a provoqué une bagarre avec les Marocains pro-franquistes et Idir dut fuir, et revient à Tasga pour en faire une autre. 
Le soir, Akli les invite pour manger du poulet et du couscous, au repas, Menach, prétendant sans le savoir de Davda, lui donne des ordres et humilie Aazi en disant qu'elle est devenue une bonne de Davda alors qu'elles sont amies, et on questionne Meddour sur sa vie d'instituteur, celui-ci est désespéré, car les enfants préfèrent garder les chèvres. Menach demande pardon à Aazi et celle-ci lui confie qu'elle ne veut pas se marier avec Meddour, et elle va jusqu'à lui manquer de respect pour la décourager et elle ne veut personne car sa mère est veuve, et qu'elle veut retourner chez elle à la tribu des At Menguellat, Menach lui promet que ni Meddour ni personne ne l'embêtera et libre à elle de fréquenter Davda, mais Aazi demande à lui de ne plus embêter Davda car le gens commencent à parler, mais en réalité cette dernière l'a ensorcelée. Menach ne la croit pas, et pour le prouver, il va s'excuser auprès de Davda. 
Quelques semaines après, Aazi, sa mère, Mokrane, Mouh et Menach sont aux champs, Mouh se lamente que Mokrane a eu tort d'hésiter sur sa demande en mariage à Aazi qui donne de l'eau aux hommes, Idir l'appel : la fiancé du soir, mais elle répond que tout cela est loin. Un homme appelait le Barbue, étudiant en droit à Bordeaux, fait la rencontre des amis, il fuit la guerre. Il leur emprunt Ouali (chef de la bande de taassast, dont fait partie Mokrane, Menach, Aazi, Kou, Idir, Brahim, Mouh, Meddour).
Les jours passent, et une fête est organisée à Tasga, Aazi issa les lits dans l'écurie et elle boude car elle ne veux pas parler de son mariage avec Mokrane, Idir va réconforter cette boudeuse et la rassure en disant que Mokrane allait la bien traiter. Le lendemain, à la chasse, Menach fait un joli coup de grâce aux perdrix, Idir questionne Mokrane sur l'état du chasseur du jour, et il apprend la passion de Menach pour Davda, Raveh, un autre ami déclare : les femmes sont de lauriers amers. Ils parlent aussi de la guerre qui arrive, personne ne s'en soucie car elle est pour eux mal et remède. Mais la guerre les guette et le Caïd vient apporter les ordres de mobilisation générale.

### 1942-1943: Après la guerre, le couple, les problèmes et le Typhus
Mariés en 1941, Mokrane et Aazi vivent dans des conditions modestes pour les kabyles, Mokrane et Menach arrêtent leurs études en droit à cause de la misère, et Aazi s'inquiète car elle est stérile, et en Kabylie être stérile vaut des discriminations de la part de la famille. D'ailleurs durant la récolte des olives, Melha n'arrête pas de parler de leurs fils pour inciter ou bien à Aazi d'avoir des enfants, ou à Mokrane de la répudier. 
Ibrahim, marchand ruiné et mari de Kou, demande à Akli un prêt pour assurer les biens de santé de sa femme qui vient d'accoucher, celui-ci pas très content qu'on lui demande un garçon, lui prête quand même avec rancune. La nuit, Aazi entend Idir pleurer son cauchemar, elle essaye de réveiller Mokrane en vain, elle sort alors réveiller Melha, celle-ci ne la croit pas et refuse qu'elle sorte la nuit, la ramène de force à sa chambre, Mokrane réveillé est furieux contre les deux femmes, Melha insulte Aazi qui pleure sur son lit devant son mari, il rassure Aazi, celui-ci lui dit que c'est parce que sa mère écoute trop le cheikh (car ils sont de la même confrérie religieuse soufis, donc suivant les antiques traditions kabyles et ses superstitions), et le verra demain pour arranger les choses. Au matin, il alla voir Akli qui, grâce à la bonne récolte de cette année, s'est un peu enrichi, pour lui proposer avec lui de partir au sanctuaire de Sidi-Abderrahmane;  Akli lui reproche de croire à ces superstitions mais Mokrane lui dit que c'est pour apaiser sa mère, et il en faut aussi à Davda des enfants, Akli (ayant acheté une Plymouth) y sont partis en voiture. 
Pendant ce temps, Ibrahim tomba sur quelqu'un à qui il avait des dettes, celui-ci lui proposa de travailler comme ouvrier pour le rembourser, car l'argent n'est pas à lui, il est à son frère, qui ne respecte ni Dieu ni homme, et il réclame, et il risque de le tuer quand il sera saoul, l'homme va essayer de l'amadouer pour attendre que Ibrahim rembourse sa dette, mais il y a une autre solution, que le frère de l'homme emprunte à Ibrahim, AVEC DES INTERÊTS, ce dernier décide d'attendre avant. Idir arrive chez Mokrane, il lui annonce que Aazi aura son fils. On raconte aussi à Tasga, qu'à Alger, Maxime Weygand reconstitue une armée, la mobilisation générale les guette de nouveau, le typhus atteint les montagnes reculées, cela va devenir une épidémie. 
Quelques jours à peine et les Américains débarquent à Alger le 8 novembre, Ibrahim pense qu'avec les Américains, on mangera mieux que sous Vichy; balivernes! dit Idir, cette nouvelle guerre engloutira les jeunes. Kou est malade, son fils est mort, tous deux du typhus, Aazi va la voir. Le soir, Davda, ayant peur des voleurs, profite de la réunion des hommes pour la tenir chez elle. Menach regarde alors les plus jeunes qui vont prendre leur relève, eux aussi ne sont pas à l'abri d'une nouvelle autre guerre. Tout le monde se dit quoi faire avant de partir à la guerre, Mouh veut labourer ses champs, et laisse sa fortune (récolte) aux gens heureux. Kou malade et cauchemarde, elle refuse que son mari fasse un prêt pour que le docteur Nicosia vienne. Mouh est atteint du typhus, Idir a déserté la mobilisation; chez Mokrane, on attend le bébé, et on lui fait son lit et celui de Mouh qui est ramené là, à l'arrivée, Menach et Mokrane mettent Mouh au sol. Tout le monde craint l'épidémie depuis la mort de Chaabane Titouh, première victime.
Premier janvier 1943, la guerre est partout et risque d'arriver à Tasga, Aazi a peur qu'elle ne le reverra jamais, Mouh est encore malade, la maladie se répand et fait toujours des victimes; plus personne n'est là pour s'occuper des malades, Ouali vient voir Mouh, plus souffrant que jamais, Mokrane va chercher à Michelet, le docteur Nicosia; mais il est trop tard, Mouh est mort, Mokrane va chercher sa mère chez la tribu des Aït Bouaddou, comme dans les vingt villages qu'il traversa, il y avait toujours des victimes. À son arrivée, la mère de Mouh est morte et le laissa lui et une vieille femme recueillie, il y resta 15 jours. 
Le 16 janvier, Ouali vient le voir sous un pseudonyme pour éviter la mobilisation, il lui demande de revenir à Tasga avant la mobilisation pour voir sa femme. En arrivant, il trouve sa femme répudiée et et mise en voile par Melha, celle-ci refusant, a dû accepter pour le préserver; lui et sa mère. Celui-ci ayant vu le cheikh qui a refusé sa demande se demande pourquoi ce sont les vieux qui décident, et commence à douter des sentiments de Aazi pour lui car elle ne s'y est pas opposée, qui pourtant s'inquiète pour lui. Mokrane et Menach vont se lamenter sur la tombe de Mouh en parlant de ceci ainsi que des jeunes qui veulent vivre leur jeunesse. 
Mokrane prépare ses affaires pour la mobilisation dans un mois. Aazi est très malade du typhus, et ignore si elle va s'en sortir. Meddour veut se remarier avec Aazi, Menach (étant sa sœur) refuse car il faut sauver le foyer de Mokrane. Ibrahim, quant à lui, va chez le Caïd pour demander un laissez-passer pour travailler dans les mines du désert, le Caïd le corrompt car il est de Tasga, un village plein d'Oumerris et lui impose de payer 40 doros (200 francs). Aazi est sauve, elle a guéri du Typhus, Menach lui promet qu'elle ne se marierait pas. Le temps passe, et Menach vient à la caserne une semaine plus tôt pour donner à Mokrane une lettre de Aazi lui disant qu'elle lui pardonnait, qu'elle demande le pardon et va avoir un enfant, Mokrane alla la rejoindre, mais, atteint du typhus, il est retrouvé mort gelé en mars 1943. Aazi jura de ne plus se marier.

## Fiche technique
- Titre : La Colline oubliée
- Titre kabyle : Tawrirt yettwattun ou ⵝⴰⵓⵔⵉⵔⵝ ⵢⴻⵜⵜⵓⴰⵜⵜⵓⵏ
- Réalisation : Abderrahmane Bouguermouh
- Assistant à la réalisation : Mohammed Ouksairi
- Photographie : Rachid Merabtine
- Ingénieur du son : Dahmane Boumedinne
- Chef Décorateur : Mohammed Boujemaa
- Décoratrice : Nacira Ouali
- Scénographe : Nasser Yanat
- Costumes : Mohammed Bouzit
- Montage : Richard Bois (son), Dominique Roy (image)
- Musique : Cherif Kheddam
- Traduction en Berbère : Abdennour Abdesslam
- Chef monteur : Nourreddine Touazi
- Chants de Taos Amrouche
- Script : Mina Kessaï
- Cadreur : Lamouri Tayebi
- Sociétés de production : 
  - CAAIC
  - I.M. products film
  - Wilaya de Tizi Ouzou
  - Wilaya de Béjaïa
  - ENPA
- Pays d'origine :  Algérie
- Langue originale : kabyle, français
- Format : Couleurs 16/9
- Genre : drame, historique
- Durée : 98 minutes
- Date de sortie :
  - Algérie : 1996
  - France : 19 février 1997

## Le financement du film, un parcours de combattant
Ce film fut une promesse du réalisateur à Mouloud Mammeri, mais aussi un combat contre la censure algérienne depuis 1968, film qui grâce à la mobilisation de nombreux sympathisants a réuni les moyens financiers pour l'achèvement du film.

## Distinctions
- Montpellier 1996 – Prix Ciné Banc Essai
- Milan 1997
- Vues d'Afrique 1997 – Prix du public